# پروانه ونوس
پروانه ونوس اصطلاحی است که برای تکنیک‌های مختلف آمیزش جنسی استفاده می‌شود که یکی از آنها موضوع کتاب ارگاسم یک ساعته در سال ۱۹۸۸ بود. اولین بار در یک قسمت از درام تلویزیونی آمریکایی LA Law در سال ۱۹۸۶ به‌طور عمومی به آن اشاره شد ، اگرچه تکنیکی به همین نام در کتاب The Sensuous Woman که اولین بار در سال ۱۹۶۹ منتشر شد ظاهر شد.